# Sona (Venetien)

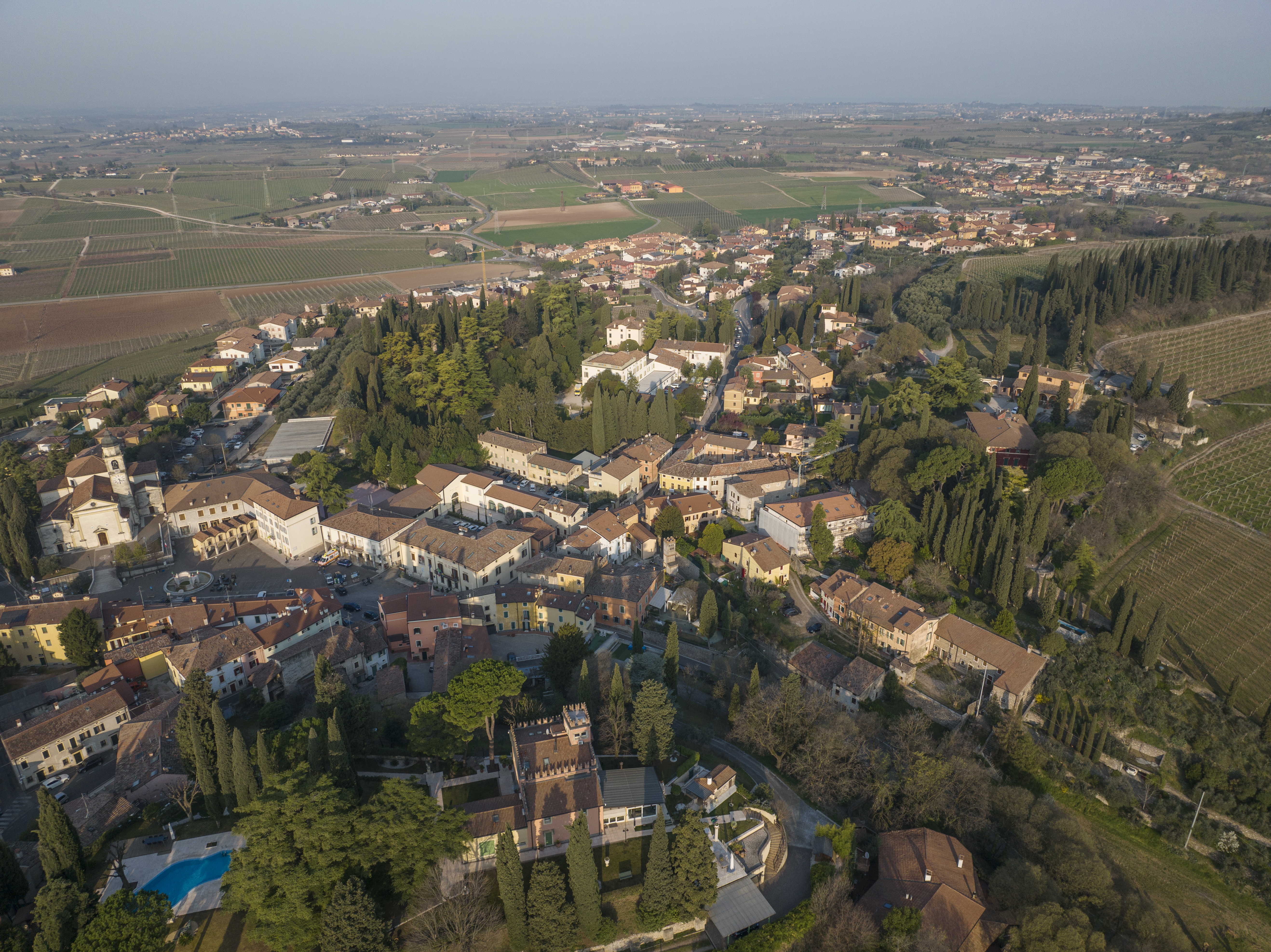
Sona

Sona ist eine norditalienische Gemeinde (comune) mit 17.585 Einwohnern (Stand 31. Dezember 2023) in der Provinz Verona in Venetien. Sie liegt etwa 9 Kilometer westlich von Verona, etwa auf halber Strecke Richtung Gardasee.

## Verkehr
Sona liegt an der Strada statale 11 Padana Superiore (SR 11), die relativ parallel zur Autostrada A4 verläuft. Die Gemeinde liegt an der Eisenbahnstrecke von Brescia nach Verona, besitzt aber keinen Bahnhof. Der nächste wäre in Verona selbst oder in Castelnuovo del Garda.

## Gemeindepartnerschaften
Sona unterhält Partnerschaften mit der polnischen Stadt Wadowice in der Woiwodschaft Kleinpolen und mit der rheinland-pfälzischen Ortsgemeinde Weiler bei Bingen (Deutschland).

## Söhne und Töchter des Ortes
- Roberto Bonadimani (* 1945), Comicautor und -zeichner